# NGC 245
NGC 245 là một thiên hà xoắn ốc nằm trong chòm sao Kình Ngư. Nó được phát hiện vào ngày 1 tháng 10 năm 1785 bởi William Herschel.